# Muppets: The Green Album
Muppets: The Green Album è un album di cover di canzoni dei Muppet re-incise da dodici artisti della scena musicale contemporanea. L'album fu pubblicato sotto l'etichetta discografica Walt Disney Records il 23 agosto 2011, nei formati digipak CD e download. Per la sua promozione venne estratto un singolo Muppet Show Theme Song, interpretata da OK Go, di cui venne prodotto un video musicale.
La Walt Disney Records annunciò l'album per la prima volta, durante l'Expo D23 del 2009, sotto il nome provvisorio Muppets Revisited con una data di pubblicazione prevista per il 2010. Tale titolo voleva essere un richiamo a Nightmare Revisited, un tribute album che la Disney aveva pubblicato per il quindicesimo anniversario di The Nightmare Before Christmas nel 2008. L'album dei Muppets faceva parte del doppio progetto della Disney, che da una parte prevedeva la rivitalizzazione di un franchise che aveva sempre più perso di notorietà fin dagli anni '90 e, dall'altro lato quello di promuovere l'imminente pubblicazione del settimo film dei Muppets, distribuito nelle sale tre mesi dopo. La copertina dell'album mostra un "ritratto tipografico" del viso di Kermit la Rana, che richiama le copertine psychedelic rock degli anni '60.
Muppets: The Green Album ricevette in generale un buon responso da parte della critica, ma anche da parte del pubblico arrivando a debuttare al 1º posto delle classifiche Rock Albums e Alternative Albums di Billboard. Con un ammontare di più di 30 000 copie vendute, l'album raggiunse l'ottavo posto della classifica Billboard 200, diventando il primo album dei Muppet a raggiungere la top 10.

## Tracce
1. Muppet Show Theme Song (OK Go) – 2:36 (Sam Pottle, Jim Henson)
2. Rainbow Connection (Weezer e Hayley Williams dei Paramore) – 4:00 (Paul Williams, Kenneth Ascher)
3. Mahna Mahna (The Fray) – 2:13 (Piero Umiliani)
4. Movin' Right Along (Alkaline Trio) – 2:33 (Paul Williams, Kenneth Ascher)
5. Our World (My Morning Jacket) – 3:05 (Paul Williams)
6. Halfway Down The Stairs (Amy Lee degli Evanescence) – 2:25 (A.A. Milne, Harold Fraser-Simon)
7. Mr. Bassman (Sondre Lerche) – 2:41 (Johnny Cymbal)
8. Wishing Song (The Airborne Toxic Event) – 2:47 (Paul Tracey)
9. Night Life (Brandon Saller degli Atreyu, e Billy Martin dei Good Charlotte) – 2:59 (Joseph Raposo)
10. Bein' Green (Andrew Bird) – 4:10 (Joseph Raposo)
11. I Hope That Somethin' Better Comes Along (Matt Nathanson) – 2:42 (Paul Williams, Kenneth Ascher)
12. I'm Going to Go Back There Someday (Rachael Yamagata) – 4:15 (Paul Williams, Kenneth Ascher)

## Pubblicazione e promozione
La Walt Disney Records rese disponibile in anteprima l'ascolto dell'intero album sul programma radiofonico First Listen della NPR, una settimana prima della pubblicazione.
Il video musicale di Muppet Show Theme Song fu pubblicato online il 19 agosto 2011. On August 31, OK Go and The Muppets had a live performance on The Tonight Show with Jay Leno.

## Crediti
"Muppet Show Theme Song"
- OK Go — produzione
  - Damian Kulash — voce, chitarra
  - Tim Wordwind — basso e seconda voce
  - Dan Konopka — batteria e percussioni
  - Andy Ross — chitarra principale, tastiera, voce secondaria
- Dave Fridmann — missaggio

"Rainbow Connection"
- Allison Allport — arpa
- Blake Mills — chitarra
- Brian Malouf — missaggio
- Shawn Everett — registrazioni
- Jake Sinclair — registrazioni

"Mahna Mahna"
- The Fray — produzione
- Warren Huart — produzione, ingegneria e missaggio
- Mark Gray —assistente ingegnere
- Robin Holden — assistente al missaggio

"Movin' Right Along"
- Matt Allison — produzione e missaggio

"Our World"
- Yin Yames — produzione
- Kevin Ratterman - missaggio

"Halfway Down the Stairs"
- Will Hunt — produzione, programmazione
- Amy Lee — organo, produzione
- Daniel Mendez — missaggio

"Mr. Bassman"
- Sondre Lerche — voce, chitarra, basso
- Kato Ådland — banjo, beatboxing, missaggio

"Wishing Song"
- Pete Min  — produzione
- Mikel Jollett — produzione

"Night Life"
- Ryan Williams — produzione, missaggio
- Brandon Saller — batteria, voce, tastiera, secondo basso
- William Dean Martin — chitarra, basso, seconda voce
- Ashley Saller — seconda voce
- Lindsey Martin — seconda voce
- Dravyn Martin — seconda voce

"Bein' Green"
- Andrew Bird — violino, voce, chitarra, produzione
- Kevin O'Donnell — batteria
- Chris Scruggs — basso, lap steel guitar
- William Tyler — chitarra
- Mark Nevers — missaggio
- Amanda Hassell - assistente

"I Hope That Something Better Comes Along"
- Mark Weinberg — produzione
- Dan Eisenberg — pianoforte, B3
- Aaron Tap — seconda voce

"I'm Going To Go Back There Someday"
- Mike Viola — tack piano, P bass, chitarra acustica, seconda voce, produzione
- Paul Ahlstrand — archi, Ancia
- Ducky Carlise — percussioni, missaggio
- Tim Mayer — flauto, flauto contralto
- Jerry Vejmola — oboe
- Michael Rosenbloom — violino
- Jean Haig — viola
- Ron Lowry — violoncello

Crediti aggiuntivi
- Dani Markman — produttore esecutivo
- Melissa Bolton — responsabile delle questioni economiche e legali
- Stephen Marcussen — masterizzazione
- Steve Gerdes — direzione creativa e designer

## Classifiche
| Classifiche (2011)        | Posizione massima |
| ------------------------- | ----------------- |
| Canada                    | 14                |
| Stati Uniti               | 8                 |
| Stati Uniti (alternative) | 1                 |
| Stati Uniti (digital)     | 5                 |
| Stati Uniti (kids)        | 1                 |
| Stati Uniti (rock)        | 1                 |
| Stati Uniti (tastemaker)  | 11                |